# Узлы Бона
Узелки́ Бо́на — гладкие беловатые кисты желёз слизистой оболочки размером 1-3 мм, которые иногда обнаруживают во рту новорождённых на деснах. Названы в честь немецкого педиатра Генриха Бона.
Узелки Бона — эпителиальные остатки ткани слюнных желёз. Они доброкачественные и обычно исчезают в течение первых 3 месяцев жизни. Узелки Бона внешне похожи на жемчужины Эпштайна, но они расположены по ходу шва твёрдого неба.